# 阮文藻
阮文藻（？—？），字领荣，号侯亭。江西安福县山庄乡洢溪村人。清朝政治人物。

## 生平
道光二年（1822）壬午恩科进士第17名（戴兰芬榜），历官安徽、湖南、贵州诸州县。初署安徽太和县，严厉整肃社会治安，捕获巨盗数十人，破获抢劫杨孩儿案，时人称颂。任泾县知县时，纂修《泾县续志》九卷，道光五年（1825年）成书。知湖南临湘县时，廉政爱民，执法如山，将恶棍李弼祥绳之以法，保障民众安全。并主持修建“培风塔”，振奋文风士气。道光二十一年（1841）擢湖南平江知县，时值崇阳民变，长沙协率官兵经县境开赴湖北平叛，文藻组织军需支持，衣不解带，夜以继日操劳月余。在他的带领下，民众亦不辞辛苦，未几，平定叛乱，使平邑免遭侵犯。咸丰年间赴贵州先后任开州（今开阳县）知州。咸丰6年（1856年），擔任清朝遵义府婺川縣知縣。后由黃君澤接任。后平定黄号军起义，因功升定番州（今惠水县）知州。生平熟谙经史，才识过人。在官体曲人情，深受士民爱戴。著有《宛上同人集》、《听松涛馆诗钞》。卒年八十，《江西通志》有传。